# Bathypolypus
Bathypolypus  Grimpe, 1921 è un genere di molluschi cefalopodi appartenente all'ordine degli Octopoda. È l'unico genere della famiglia Bathypolypodidae G. C. Robson, 1929

## Descrizione
È un genere di octopodi caratterizzato da una doppia fila di ventose su ogni braccio (disposizione biseriale) e dall'assenza di una tasca del nero.

## Distribuzione e habitat
Il genere ha una distribuzione cosmopolita essendo presente in tutti i mari e gli oceani, compreso l'oceano Antartico..

## Tassonomia
Il genere comprende le seguenti specie:
- Bathypolypus arcticus (Prosch, 1849)
- Bathypolypus bairdii (A. E. Verrill, 1873)
- Bathypolypus ergasticus (P. Fischer & H. Fischer, 1892)
- Bathypolypus pugniger Muus, 2002
- Bathypolypus rubrostictus Kaneko & Kubodera, 2008
- Bathypolypus sponsalis (P. Fischer & H. Fischer, 1892)
- Bathypolypus valdiviae (Thiele, 1915)